# Calceolaria lamiifolia
Calceolaria lamiifolia är en toffelblomsväxtart som beskrevs av Carl Sigismund Kunth. Calceolaria lamiifolia ingår i släktet toffelblommor, och familjen toffelblomsväxter. Inga underarter finns listade i Catalogue of Life.